# Wit-Rusland op het Eurovisiesongfestival 2005

Wit-Rusland deed mee aan het Eurovisiesongfestival 2005 in Kiev. Het was de tweede deelname van het land aan het Eurovisiesongfestival. BTRC was verantwoordelijk voor de Wit-Russische bijdrage voor de editie van 2005. Zangeres Angelika Agoerbasj bereikte met het lied Love me tonight de finale niet.

## Selectieprocedure

### Nationale finale
In totaal werden 31 liedjes toegelaten om te strijden voor het felbegeerde ticket naar het Eurovisiesongfestival in Kiev. Een vakjury selecteerde veertien deelnemers die hun liedje mochten vertolken tijdens de voorronde die, echter niet live, op 25 december 2004 werd uitgezonden. De drie liedjes, die de meeste stemmen kregen tijdens de televoting gingen door naar een volgende ronde. Daar werden de drie geselecteerde liedjes opnieuw beoordeeld door een vakjury. Uiteindelijk koos de jury op 31 januari 2005 voor het liedje Boys and Girls, dat werd gezongen door Angelika Agoerbasj. 
| № | Lied                        | Artiest            | Plaats |
| - | --------------------------- | ------------------ | ------ |
| 1 | "Smile"                     | Polina Smolova     | 2      |
| 2 | "Boys and Girls"            | Angelika Agoerbasj | 1      |
| 3 | "Moya lyubov - sladkiy yad" | Natalia Tamelo     | 3      |

### Kritiek en nieuw liedje
Het winnende lied kreeg echter veel kritiek te verduren en er werd ernstig getwijfeld of het liedje Wit-Rusland door de halve finale van het Eurovisiesongfestival zou kunnen loodsen. Er werden aan Agoerbasj vervolgens twee andere liedjes aangeboden: Show me your love, honey, geschreven door Svika Pick en Love Me Tonight, geschreven door componist Nikos Terzis en tekstschrijver Nektarios Tirakis, die voor Sakis Rouvas het liedje Shake It schreven, wat derde werd tijdens het Eurovisiesongfestival 2004. De twee liedjes werden voorgesteld aan de vakjury, die vervolgens koos voor het lied Love Me Tonight.

## In Kiev
Wit-Rusland moest als achtste aantreden op het festival in de halve finale, net na Israël en voor Nederland. Op het einde van de avond bleek dat ze op een dertiende plaats waren geëindigd met 67 punten, wat niet genoeg was om de finale te halen.
Het liedje ontving tijdens het stemmen één keer het maximale aantal punten.
Nederland en België hadden geen punten over voor deze inzending.

### Gekregen punten

#### Halve Finale
| 12 punten   | 10 punten  | 8 punten                       | 7 punten         | 6 punten          |
| ----------- | ---------- | ------------------------------ | ---------------- | ----------------- |
| - Bulgarije | - Rusland  | - Griekenland                  | - Cyprus - Malta | - Noord-Macedonië |
| 5 punten    | 4 punten   | 3 punten                       | 2 punten         | 1 punt            |
|             | - Oekraïne | - Letland - Litouwen - Turkije | - Israël         | - Monaco - Polen  |

### Punten gegeven door Wit-Rusland

#### Halve Finale
| 12 punten | Israël      |
| 10 punten | Moldavië    |
| 8 punten  | Zwitserland |
| 7 punten  | Letland     |
| 6 punten  | Polen       |
| 5 punten  | Noorwegen   |
| 4 punten  | Hongarije   |
| 3 punten  | Roemenië    |
| 2 punten  | Slovenië    |
| 1 punt    | Kroatië     |

#### Finale
| 12 punten | Rusland              |
| 10 punten | Zwitserland          |
| 8 punten  | Israël               |
| 7 punten  | Moldavië             |
| 6 punten  | Letland              |
| 5 punten  | Malta                |
| 4 punten  | Noorwegen            |
| 3 punten  | Servië en Montenegro |
| 2 punten  | Hongarije            |
| 1 punt    | Roemenië             |

2004 · 2005 · 2006 · 2007 · 2008 · 2009 · 2010 · 2011 · 2012 · 2013 · 2014 · 2015 · 2016 · 2017 · 2018 · 2019 · 2020-2025